# Stoomtram Walcheren

Kaart van tramlijnen in Zeeland en op de Zuid-Hollandse eilanden omstreeks 1930.

De Stoomtram Walcheren N.V. (SW), gevestigd te Koudekerke, was een stoomtramonderneming op het Zeeuwse eiland Walcheren. Zij exploiteerde twee tramlijnen: Middelburg - Domburg en de zijlijn Koudekerke - Vlissingen. De exploitatie van de stoomtram begon op 14 april 1906 en eindigde op 31 december 1937. Het vervoerbedrijf SW, later gevestigd te Middelburg, bleef nog tot 23 januari 1978 voortbestaan als exploitant van autobuslijnen.

## Geschiedenis

### Eerste jaren
Nadat in 1903 de SW was opgericht, duurde het nog tot 1905 voordat men met de aanleg van de tramlijnen begon. Beide werden geopend op 14 april 1906. 
Er waren 7 slagen ten behoeve van het reizigersvervoer, in de winterdienst waren dat er zes. In het eerste jaar werden er gemiddeld 708 reizigers per dag vervoerd op beide tramlijnen. In de loop der jaren hebben deze aantallen wat variatie vertoond. Aan het eind van de jaren twintig werden de vervoerscijfers langzaam minder, een trend die zich in de jaren dertig voortzette. In de laatste twee jaar van het vervoer met de stoomtrams kelderden deze cijfers dramatisch. Dit was vooral te wijten aan de toenemende concurrentie van de autobus. Ook de opkomende populariteit van Vlissingen als badplaats had haar weerslag op de cijfers van de lijn naar Domburg, vooral in de eerste klas.

### Autobus
Het busbedrijf van SW, dat al in 1926 was begonnen, werd na de opheffing van de tram in 1937 voortgezet. Na de Tweede Wereldoorlog werd de naam gewijzigd in Streekvervoer Walcheren N.V., zodat de initialen SW behouden bleven. Van de aandelen was 97,6% in handen van de Nederlandse Spoorwegen. Het vervoergebied bestreek nu geheel Walcheren inclusief de lijn Vlissingen – Middelburg, want de provinciale tramlijn op die route was na de inundatie van Walcheren in oktober 1944 niet hersteld.
Samen met de ZVTM (inclusief de SBM) en de RTM ging SW in 1978 op in Streekvervoer Zuid-West-Nederland (ZWN), gevestigd te Zierikzee. Deze maatschappij ging uiteindelijk, via de ZWN-Groep te Boskoop, in 1999 op in het landelijk opererende Connexxion. De huidige Connexxionlijnen 52 en 53 volgen grotendeels de route van de voormalige tram en bieden samen een halfuurdienst met Domburg.

## Trammaterieel
De SW beschikte over het volgende materieel:

### Locomotieven
- 1-5, Hohenzollern 1905

### Rijtuigen
- AB 1-6, Allan 1906
- AB 7-8, Pennock 1907

Bovengenoemde acht rijtuigen waren nagenoeg gelijk aan elkaar maar werden door twee verschillende fabrikanten geleverd. Elk rijtuig kende een afdeling 1e klasse met 12 zitplaatsen en daarnaast twee verschillende afdelingen 2e klasse met 21 en 14 zitplaatsen 2e klasse. In 1937 werden de eerste vijf rijtuigen verkocht, waarbij twee rijtuigen een kantoor werden in Vlissingen bij werf De Schelde. Twee andere rijtuigen werden een kleedruimte bij een voetbalclub.
- AB 9-10, 1910, in 1923 overgenomen van de Geldersch-Westfaalsche Stoomtram-Maatschappij (GWSM) waar ze reden als B4 en B2.De rijtuigen werden omgespoord naar 1067 mm. Afvoer vond plaats in 1938.

- C 101-102 (postbagagerijtuigen) 1906

### Gesloten goederen-/bagagewagens
- D 201-202, Allan 1906
- D 203, Allan 1910
- D 204, Allan 1913
- D 205-206, 1926

### Open goederenwagens
- E 301-310, Allan 1906
- E 311-313, Pennock 1907
- F 401-403, Pennock 1907 (steenwagens met lage boorden)
- G 501-504, Allan 1907 (open veewagens)
- K 701-702, Allan 1913 (open 24-tons wagens op twee draaistellen)
- CSM 1-5, sinds 1926 voor suikerbietenvervoer in bruikleen van de Zuid-Nederlandsche Stoomtramweg-Maatschappij (ZNSM).

### Overig
- H 601, Allan 1910 (waterwagen)

De locomotieven waren eerst grasgroen, later olijfgroen geschilderd. De rijtuigen en post(bagage)wagens waren bruin. Het overige materieel was grijs, behalve de D 201-202 die beige in dienst kwamen, maar later ook grijs geschilderd werden. Al het materieel had één centraal geplaatste buffer, uiteraard aan iedere zijde.
Waar geen fabrikant staat vermeld is deze niet bekend.